# Грудзинська Ірина Олександрівна
Грудзинська Ірина Олександрівна (рос. Грудзинская Ирина Александровна; 1920–2012) — російський ботанік, доктор біологічних наук, професор. Спеціалізувалася на насінних рослинах. Авторка ботанічних таксонів.

## Біографія
Народилася 26 травня 1920 року в місті Чита. Її матір була вчителькою, а батько — будівельником. Сім'я часто переїжджала. Початкову школу Грудзинська закінчила у Хабаровську, середню — у місті Енгельс Саратовської області.
У 1938 році поступила на біологічний факультет Московського університету. Після закінчення четвертого курсу почалася німецько-радянська війна. Грудзинська служила помічником старшого секретаря військової прокуратури Московського округу, потім виконувала обов'язки секретаря військового трибуналу на фронті. 1944 року демобілізувалася та відновила навчання в Московському університеті на кафедрі геоботаніки. У 1945 році після закінчення МДУ була направлена в Інститут лісу АН СРСР (нині — Інститут лісу імені В. Н. Сукачова СО РАН) на посаду молодшого наукового співробітника. Там же закінчила аспірантуру. Брала участь в наукових експедиціях на Урал, в Сталінград, на Кавказ.
У 1951 році захистила кандидатську дисертацію. Працювала на Деркульській науково-дослідній станції. Займалася дослідженнями особливостей росту широколистяних порід дерев, проектуванням полезахисних лісосмуг у лісостеповій зоні. У 1959 році переведена на посаду старшого наукового співробітника.
1963 року переїжджає в Ленінград, де влаштовується старшим науковим співробітником в Лабораторію рослинності лісової зони Ботанічного інституту ім. Комарова АН СРСР. У 1968 році перевелася в Лабораторію систематики та географії вищих рослин. Брала участь у польових дослідженнях на Далекому Сході, в Середній Азії, Азербайджані, Україні, Югославії та Фінляндії.
З 1970 по 1990 роки Ірина Грудзинська декілька разів брала участь у довгострокових експедиціях на Кубу. Вона добре знала іспанську мову, що дуже допомогло їй у співпраці з місцевими ботаніками. Основним предметом її досліджень був рід Pilea з родини кропивових (Urticaceae).
У 1980 році Грудзинська захистила докторську дисертацію на тему систематики родини ільмових. У 1983 році стала завідувачкою Лабораторії систематики та географії вищих рослин.
В середині 1990-х років Ірина Грудзинська вийшла на пенсію. Померла 13 квітня 2012 року. Похована в Санкт-Петербурзі.